# Míssil balístic
Un míssil balístic (BM) és un tipus de míssil que utilitza el moviment del projectil per llançar ogives a un objectiu. Aquestes armes només funcionen durant períodes relativament breus: la majoria del vol no té energia. Els míssils balístics de curt abast (SRBM) solen romandre dins de l'atmosfera terrestre, mentre que la majoria dels míssils més grans són exo-atmosfèrics. Els MBI més grans són capaços de vol orbital complet.
Aquestes armes es troben en una categoria diferent dels míssils de creuer, que són guiats aerodinàmicament en vol motoritzat i, per tant, restringits a l'atmosfera. A diferència dels míssils de creuer, que estan restringits a l'atmosfera, és avantatjós que els míssils balístics evitin les parts més denses de l'atmosfera i poden viatjar per sobre de l'atmosfera cap a l'espai exterior.

## Característiques
Els míssil balístics generalment no tenen ales ni estabilitzadors, i volen en una trajectòria predefinida que no pot ser modificada després que el míssil ha acabat el seu combustible, i que segueix per tant a partir d'aquest punt una trajectòria balística. Per obtenir un llarg abast, els míssils balístics han de ser llançats a altures molt elevades i en general òrbites de baixa altitud. Els míssils balístics solen estar dissenyats per dur caps nuclears perquè la seva càrrega és molt limitada com per portar caps convencionals i perquè la reentrada produeix tanta calor que danyaria una càrrega química o biològica. Els míssils balístics moderns tenen diverses fases de coet si el seu rumb es pot canviar lleugerament entre una etapa i la següent. El primer míssil balístic usat va ser la V-2, desenvolupat per l'Alemanya Nazi en els 40, que va fer el seu primer vol el 3 d'octubre de 1942 i es va usar per primera vegada contra un objectiu el 8 de setembre de 1944.

El cost unitari d'un míssil "similar" al míssil hipersònic AGM-183 (de tipus ARRW, Air-Launched Response Weapon) de la Força Aèria dels Estats Units seria d'uns 15 milions de dòlars per unitat (2023) en una gran producció d'unes 300 unitats, però pot arribar a costar gairebé tres vegades més. Afegint-hi la integració de la plataforma i 20 anys de suport, el cost del programa complet pot arribar als 5.300 milions de dòlars, sense incloure-hi el desenvolupament. S'empra "similar a" perquè el rendiment i els costos reals són secrets. Per a una producció de 100 míssils semblants a ARRW, el cost unitari seria de 18 milions de dòlars i, amb el suport i la integració, el cost del programa seria de 2.200 milions de dòlars.

Seqüència de llançament d'un Minuteman-III MIRV :

- 1. El míssil surt de la seva sitja disparant el seu motor d'impuls de la primera etapa (A).
- 2. Uns 60 segons després del llançament, la 1a etapa cau i el motor de la 2a etapa (B) s'encén. La coberta del míssil (E) s'expulsa.
- 3. Uns 120 segons després del llançament, el motor de la 3a etapa (C) s'encén i se separa de la 2a etapa.
- 4. Uns 180 segons després del llançament, l'empenta de la 3a etapa s'acaba i el vehicle posterior a l'impuls (D) es separa del coet.
- 5. El vehicle posterior a l'impuls es maniobra per si mateix i es prepara per al desplegament del vehicle de reentrada (RV).
- 6. Els vehicles recreatius, així com esquers i palla, estan desplegats.
- 7. Els vehicles recreatius (ara armats) i la palla tornen a entrar a l'atmosfera a gran velocitat.
- 8. Les ogives nuclears detonen.

## Història

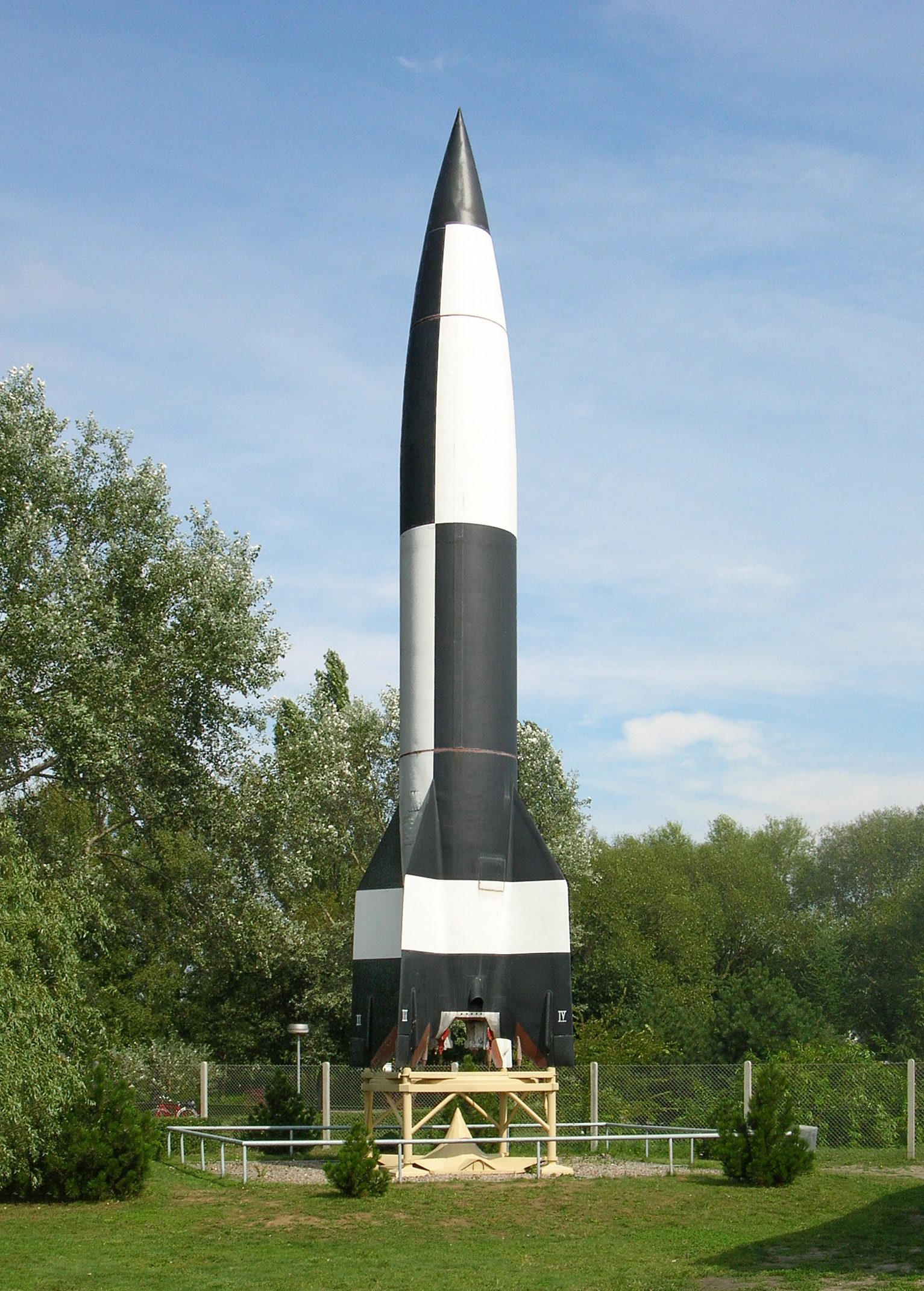
Rèplica V-2

Un míssil balístic pioner modern va ser l'A-4, conegut comunament com el V-2 desenvolupat per l'Alemanya nazi als anys 1930 i 1940 sota la direcció de Wernher von Braun. El primer llançament reeixit d'un V-2 va ser el 3 d'octubre de 1942, i va començar a operar el 6 de setembre de 1944, contra París, seguit d'un atac a Londres dos dies després. Al final de la Segona Guerra Mundial a Europa el maig de 1945, s'havien llançat més de 3.000 V-2.
L'R-7 Semiorka va ser el primer míssil balístic intercontinental.

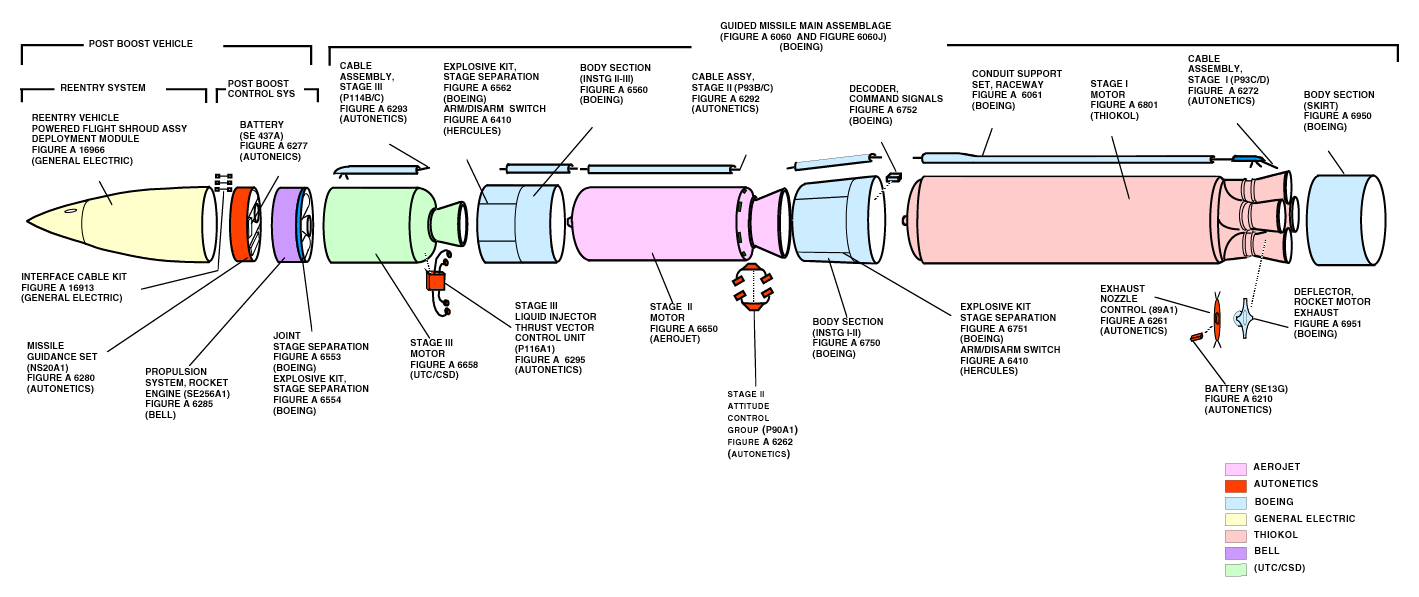
Vista lateral de l'MBI Minuteman-III

Al principi, aquests míssils es llançaven des de llocs fixos i s'havien de carregar en camions per al seu transport, cosa que els feia més vulnerables als atacs, ja que un cop l'enemic els detectava no es podien traslladar fàcilment, i si ho feien, sovint es necessitaven hores o fins i tot dies per preparar-los per al llançament un cop arribaven al seu nou lloc, i es van desenvolupar els vehicles transport erector llençador (TEL).

## Vol
Una trajectòria de míssils balístics intercontinentals consta de tres parts: la part de vol motoritzat; la part de vol lliure, que constitueix la major part del temps de vol; i la fase de reentrada, on el míssil torna a entrar a l'atmosfera terrestre. Les fases de vol dels míssils balístics de menor abast són essencialment les dues primeres fases de l'MBI, ja que algunes categories balístiques no surten de l'atmosfera.
Els míssils balístics es poden llançar des de llocs fixos o llançadors mòbils, inclosos vehicles (per exemple, llançadors de transportadors ), avions, vaixells i submarins. La part de vol motoritzat pot durar des d'unes dècimes de segons fins alguns minuts i pot consistir en coets de múltiples etapes.
Quan s'esgota el combustible, no es proporciona més empenta i el míssil entra en vol lliure. Per tal de cobrir grans distàncies, els míssils balístics solen ser llançats en un vol espacial suborbital alt; per als míssils intercontinentals, l'altitud més alta ( apogeu ) aconseguida durant el vol lliure és d'uns 4,500 quilometres (2,800 mi).
L'etapa de reentrada comença a una altitud on l'arrossegament atmosfèric juga un paper important en la trajectòria del míssil i dura fins a l'impacte del míssil. Els vehicles de reentrada tornen a entrar a l'atmosfera terrestre a velocitats molt elevades, de l'ordre de 6–8 quilòmetres per segon (22,000–29,000 km/h; 13,000–18,000 mph) a intervals d'MBI.

## Tipus

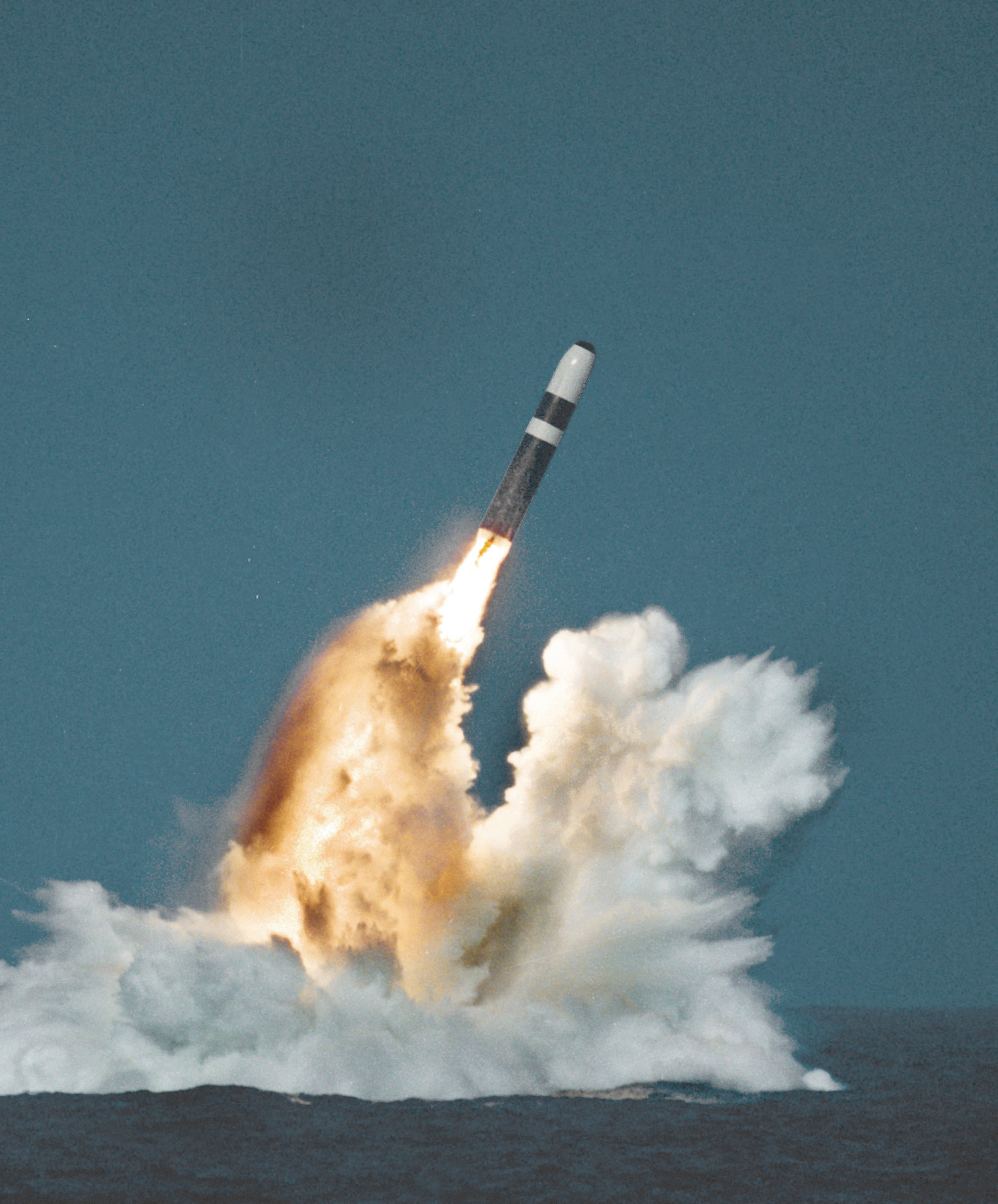
Trident II SLBM llançat per un submarí de míssils balístics

Els míssils balístics varien àmpliament en abast i ús, i sovint es divideixen en categories basades en l'abast. Els diferents països utilitzen diversos esquemes per categoritzar els rangs de míssils balístics:
- Míssil balístic de llançament aeri (ALBM)
- Míssil balístic tàctic : rang d'uns 150 a 300 quilometres (93 a 186 mi)
- Míssil balístic de teatre (TBM): rang de 300 a 3,500 quilometres (190 a 2,170 mi)
  - Míssil balístic de curt abast (SRBM): rang de 300 a 1,000 quilometres (190 a 620 mi)
  - Mísssil balístic de abast mitjà (MRBM): rang de 1,000 a 3,500 quilometres (620 a 2,170 mi)
- Míssil balístic d'abast intermedi (IRBM) o míssil balístic de llarg abast (LRBM): rang de 3,500 a 5,500 quilometres (2,200 a 3,400 mi)
- Míssil balístic intercontinental (MBI): abast superior a 5,500 quilometres (3,400 mi)
- Míssil balístic llançat per submarins (SLBM): llançat des de submarins de míssils balístics (SSBN)

Els míssils balístics de llarg i mitjà abast estan dissenyats generalment per a transportar armes nuclears ja que la seva càrrega útil és massa limitada perquè els explosius convencionals tinguin un bon rendiment en comparació amb els bombarders convencionals.

## Llista de míssils balístics
- Míssil Blue Steel
- Míssil Blue Streak
- Míssil Minuteman
- Míssil SS-24
- Míssil SS-18
- Míssil Peacekeeper
- Míssil Polaris
- Míssil Poseidon
- Míssil CSS-2
- Míssil Còndor
- Míssil Jericho
- Míssil SSBS S1
- Míssil SSBS S2
- Míssil SSBS S3
- Nodong-1
- Scud
- Sajjil-2
- Shahab-3
- Shahab-4
- Shahab-5
- Míssil Skybolt ALBM
- Trident
- V-2

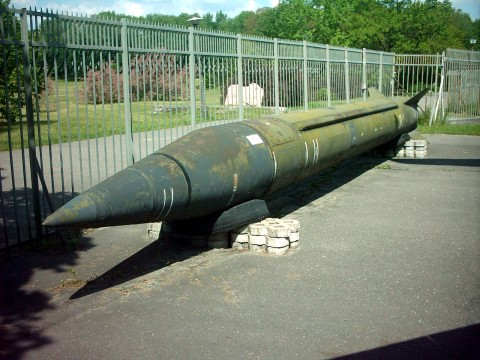
Míssil polonès wz. 8/K-14 (Scud-B).

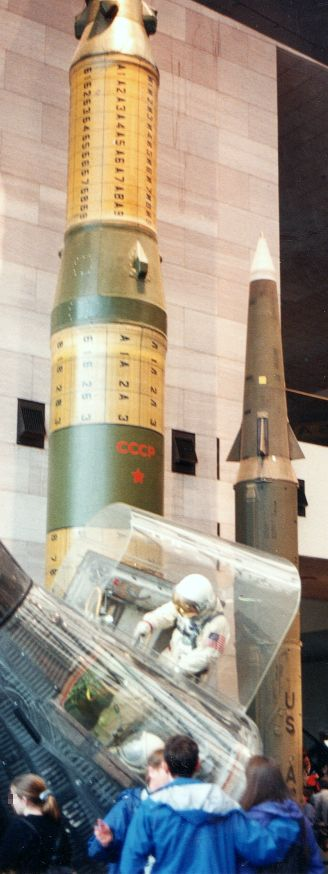
Míssil soviètic SS-20 Saber i míssil dels EUA Pershing II. Museu Nacional de l'Aire i l'Espai. Washington DC

Aquests són llançats des de diferents llocs, camions mòbils, sitges, etc.

## Míssils quasi balístics
Un míssil quasi balístic és una categoria de SRBM que és en gran part balística, però que pot realitzar maniobres en vol o fer canvis inesperats de direcció i abast. Els grans coets MLRS guiats amb un abast comparable a un SRBM de vegades es classifiquen com a míssils quasi balístics.

## Llista de míssils quasi balístics
- Shaurya (actiu)[13]
- Pralay (actiu)[14]

 / 
- Iskander (actiu)

- MGM-140 ATACMS (actiu)[15]
- Míssil d'atac de precisió (en desenvolupament)[16]

## Míssil balístic hipersònic
Molts míssils balístics assoleixen velocitats hipersòniques (és a dir, Mach 5 i superiors) quan tornen a entrar a l'atmosfera des de l'espai. No obstant això, en la terminologia militar comuna, el terme "míssil balístic hipersònic" generalment només es dona a aquells que es poden maniobrar abans de colpejar el seu objectiu i no segueixen una simple trajectòria balística.

## Pes de llançament
El pes de llançament és una mesura del pes efectiu de les càrregues útils dels míssils balístics. Es mesura en quilograms o tones. El pes de llançament és igual al pes total de les ogives d'un míssil, els vehicles de reentrada, els mecanismes de distribució autònoms, les ajudes a la penetració i qualsevol altre component que formi part de la càrrega útil lliurada, i no del propi coet (com el propulsor del coet de llançament i el combustible de llançament). El pes de llançament pot referir-se a qualsevol tipus d'ogiva, però en l'ús modern normal, es refereix gairebé exclusivament a càrregues útils nuclears o termonuclears. Una vegada també va ser una consideració en el disseny dels vaixells navals i el nombre i la mida dels seus canons.
El pes de llançament es va utilitzar com a criteri per classificar diferents tipus de míssils durant les converses sobre limitació d'armes estratègiques entre la Unió Soviètica i els Estats Units. El terme es va convertir en polèmica política durant els debats sobre l'acord sobre el control d'armes, ja que els crítics del tractat van al·legar que els míssils soviètics podien transportar càrregues útils més grans i, per tant, van permetre als soviètics mantenir un pes de llançament més alt que una força nord-americana amb un nombre aproximadament comparable de menors. - míssils de càrrega útil.
Els míssils amb les càrregues útils més pesades del món són el rus SS-18 i el xinès CSS-4 i A 2017, i un desenvolupament de Rússia, un nou MBI de propulsió líquida de càrrega pesada anomenat Sarmat.

### Trajectòria deprimida

Exemple de trajectòria deprimida: sistema de bombardeig orbital fraccionat

El pes de llançament es calcula normalment utilitzant una trajectòria balística òptima d'un punt de la superfície de la Terra a un altre. Una "trajectoria d'energia mínima" maximitza la càrrega útil total (pes de llançament) utilitzant l'impuls disponible del míssil. En reduir el pes de la càrrega útil, es poden seleccionar diferents trajectòries, que poden augmentar el rang nominal o disminuir el temps total de vol.
Una trajectòria deprimida no és òptima, ja que una trajectòria més baixa i plana triga menys temps entre el llançament i l'impacte, però té un pes de llançament més baix. Els motius principals per triar una trajectòria deprimida són evadir els sistemes de míssils antibalístics reduint el temps disponible per abatre el vehicle atacant (especialment durant la fase de cremada vulnerable contra sistemes ABM basats en l'espai) o un escenari de primer atac nuclear. Un propòsit alternatiu i no militar per a una trajectòria deprimida està en conjunció amb el concepte d'avió espacial amb l'ús de motors de reacció que respira aire, que requereix que el míssil balístic es mantingui prou baix dins de l'atmosfera perquè funcionin els motors que respiren aire.
En canvi, una trajectòria "alçada" s'utilitza amb freqüència amb finalitats de prova, ja que redueix l'abast del míssil (permet un impacte controlat i observat), així com indica una manca d'intenció hostil amb la prova.

## Ús en combat
Els míssils balístics següents s'han utilitzat en combat:
- 9K720 Iskander
- Ababil-100
- Al-Samoud 2
- DF-12[26][27]
- Fateh-110
- Ghadr-110[28]
- LORA[29][30]
- MGM-140 ATACMS
- OTR-21 Tochka
- Qaher-1 /2M[31]
- Scud
- Toufan (versió houthi de Ghadr-110 iranià)[32]
- V-2
- Zolfaghar
- Kh-47M2 Kinzhal

## Submarins amb capacitat de llançament de míssils balístics
- Classe  Benjamin Franklin
- Classe  Ohio
- Classe  Resolution
- Classe  Vanguard
- Classe  Typhoon